# Ba Ujkhil
Ba Ujkhil (em persa: , também romanizada como Bā Ūjkhīl; também conhecida como Borj Khīl) é uma aldeia do distrito rural de Langarud, no condado de Abbasabad, da província de Mazandaran, Irã.
No censo de 2006, sua população era de 301 habitantes, em 83 famílias.